# هاري دي جونغ
هاري دي جونغ هو سياسي كندي، ولد في 25 مارس 1932 في Echten, Friesland ‏ في هولندا، وتوفي في 6 فبراير 2014 في تشيليواك في كندا. نشط حزبياً في British Columbia Social Credit Party ‏.